# بيناك ايه كازينك
بيناك ايه كازينك هي قرية فرنسية تقع في إقليم دوردونيي جنوب غرب فرنسا.